# Sea Ray

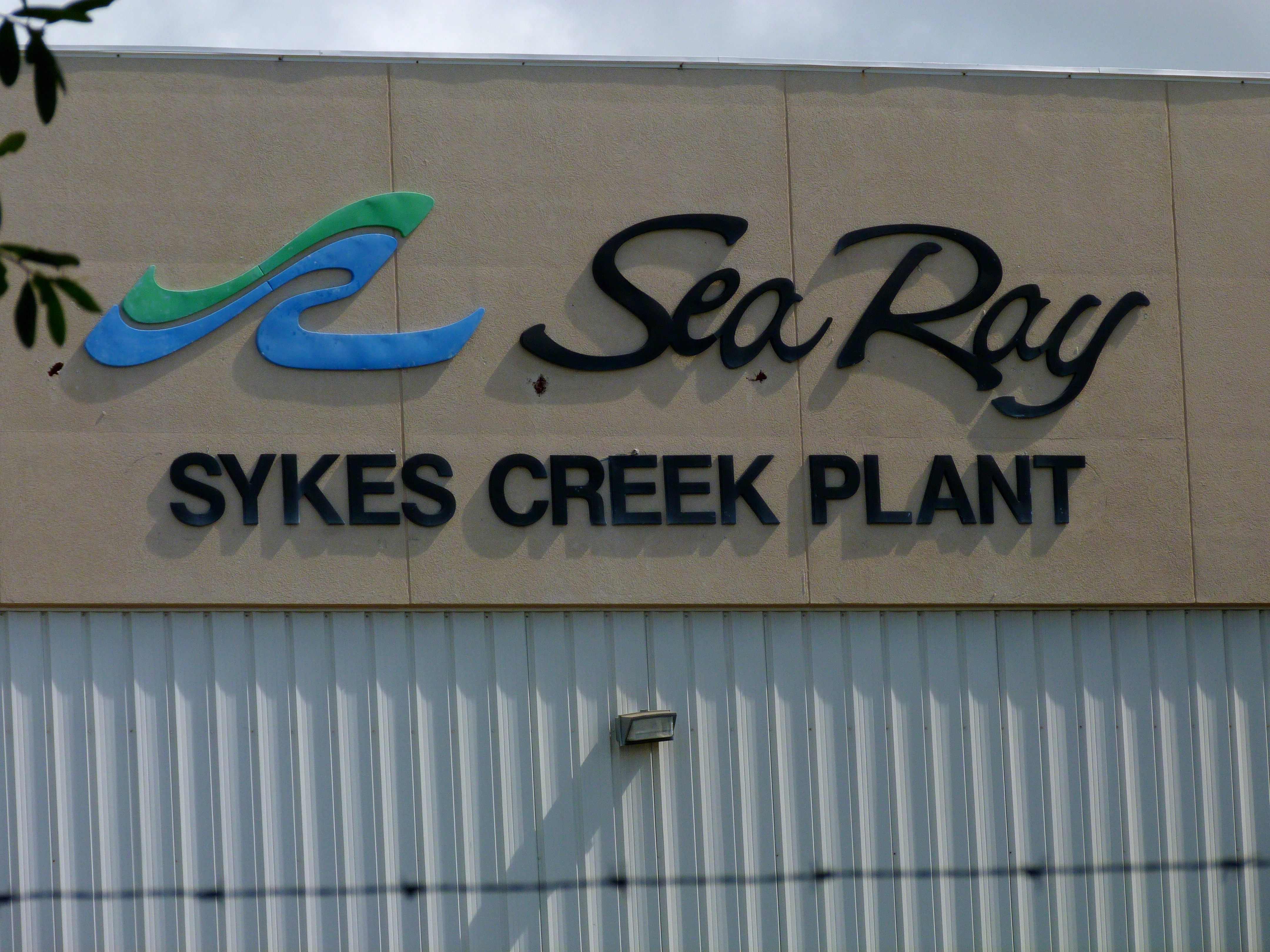
Ateliers Sea Ray de Merritt Island, Floride.

Sea Ray est une marque américaine de bateaux de plaisance à moteur, propriété du groupe Brunswick Corporation. Sea Ray était à l'origine une marque de la compagnie privée indépendante, Ray Industries, créée par Connie Ray (1925-2009) en 1959 à Détroit dans le Michigan aux États-Unis. La société Ray Industries a été achetée en 1986 par Brunswick pour 350 millions de dollars.
Sea Ray conçoit, fabrique, et commercialise des bateaux allant de 5,8 mètres (19 pieds) à 20 mètres (65 pieds). Le siège de la société est situé à Knoxville, Tennessee et Sea Ray dispose de plusieurs ateliers de construction dans le Tennessee et en Floride.